# Alcor (estrella)
Alcor es el nombre de la estrella 80 Ursae Majoris (80 UMa / g Ursae Majoris / HD 116842) en la constelación de la Osa Mayor.
Dicho título puede tener el mismo origen que el de Alioth (ε Ursae Majoris).
Otro nombre utilizado para designar a esta estrella fue Suhā, «la olvidada» o «la perdida», ya que sólo es perceptible para un observador atento; Al Sahja era otra forma de este nombre.
Asimismo aparece como al "Khawwar", «la débil» —en comparación a la vecina Mizar (ζ Ursae Majoris)—, en una lista de nombres árabes de estrellas publicada en 1895.
En el norte de Alemania 80 Ursae Majoris ha sido llamada der Hinde, «la cierva», mientras que en la Alemania inferior se la conocía como Dumke o, en Holstein, como Hans Dümken.
Los húngaros la denominan Göntzol. En China recibía el título de Foo Sing, la «estrella secundaria». En tamil antiguo se llama vaTa-miin ("estrella del norte"), lo que, según el indólogo Asko Parpola, como reflejo de la declinación de esta estrella con relación al resto de la constelación en tiempos de la Civilización del valle del Indo, le ha permitido utilizar la homofonia en lenguas drávidas de vaTa con higuera y miin con pez para proponer una interpretación de la sucesión de esos signos logográficos (higuera + pez) en los sellos de escritura del Indo como el nombre propio de una persona dueña del sello, que habría sido puesto en honor a Alcor según una costumbre surasiática de nombrar personas como estrellas y asterismos, tradición astrológica que luego quedó registrada en la literatura védica y fue mantenida por diversos grupos étnicos del país.

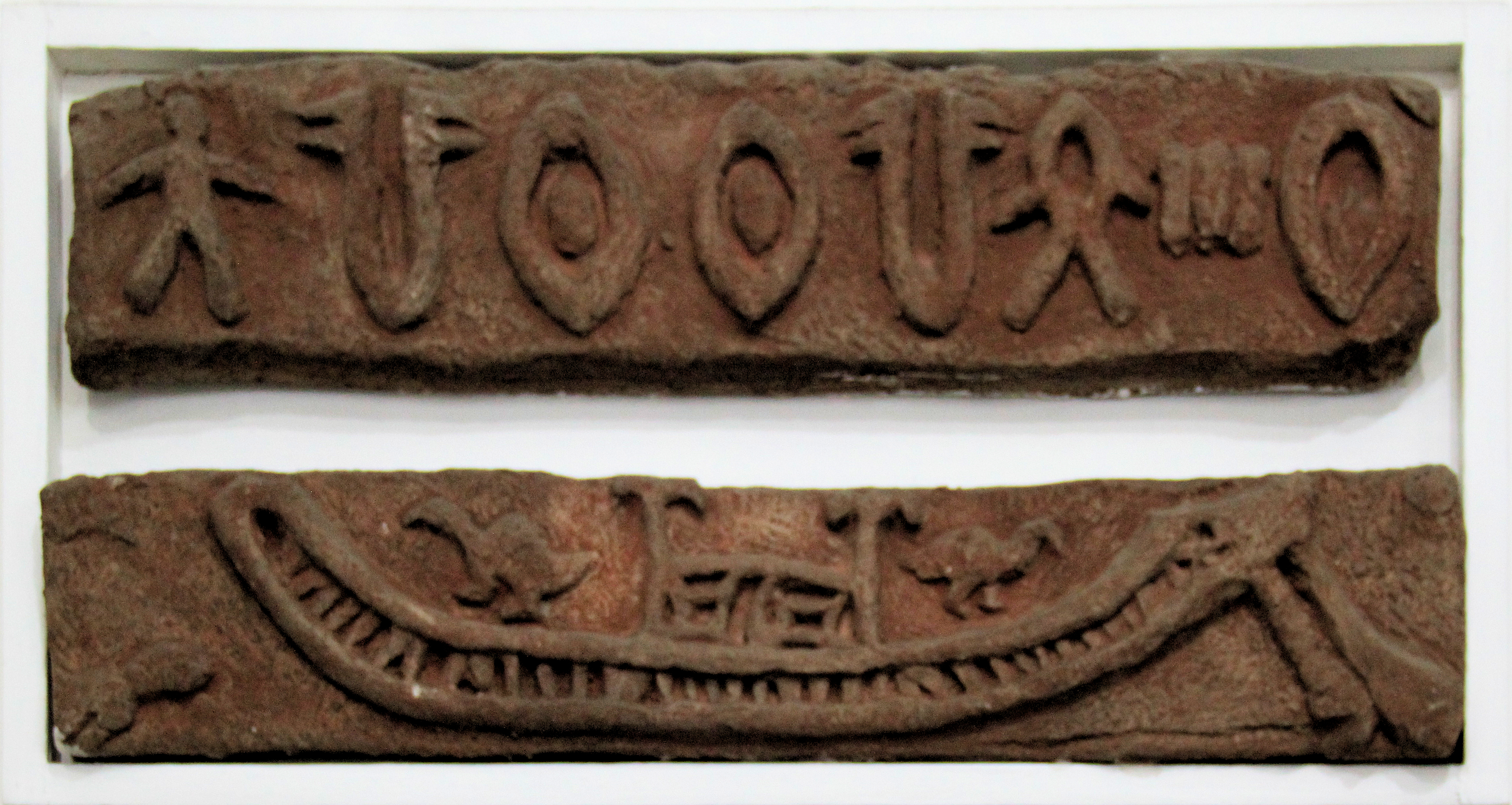
Los signos consecutivos de la higuera y el pez, en esta tableta de escritura del Indo, según la teoría de Asko Parpola, corresponderían al nombre de la estrella Alcor en idioma proto drávido, usado como nombre propio de la persona propietaria del sello.

## Características
De magnitud aparente +3,99, es una estrella blanca de la secuencia principal de tipo espectral A5V. Su temperatura superficial es de 8000 K y es 12 veces más luminosa que el Sol. Su velocidad de rotación es de 218 km/s, 100 veces más rápida que la del Sol. Además, es una estrella ligeramente variable.

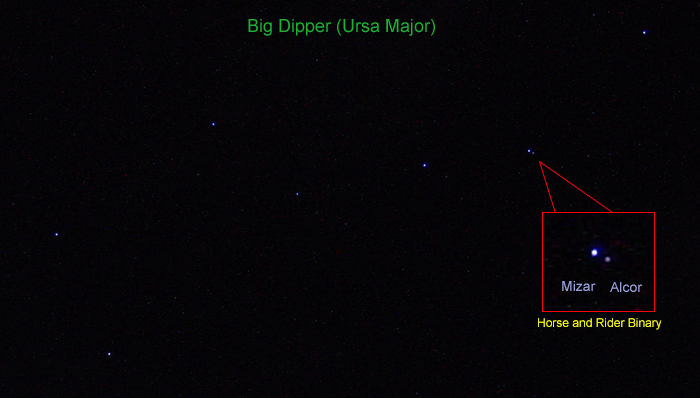
Mizar y Alcor, en la constelación de la Osa Mayor.

Alcor está separada 11,8 minutos de arco de Mizar (ζ Ursae Majoris) y el poder distinguir a estas dos estrellas a simple vista constituye un ejercicio clásico de agudeza visual. Físicamente las dos estrellas están separadas un cuarto de año luz, y aunque sus movimientos propios indican que se mueven juntas, no está claro si forman un verdadero sistema binario o si sólo son compañeras ópticas como se había pensado hasta ahora.
A su vez, la propia Alcor es una binaria cercana. El brillo de la estrella acompañante permite deducir que ésta es una enana roja de tipo M3. Con una separación mínima de 25 UA respecto a Alcor, tarda al menos 90 años en completar una órbita alrededor de su brillante compañera.
Al igual que otras estrellas de la constelación —entre las que además de Mizar se encuentran Merak (β Ursae Majoris), Alioth (ε Ursae Majoris) y Megrez (δ Ursae Majoris)— forma parte de la asociación estelar de la Osa Mayor, conjunto de estrellas con un origen común y que tienen un movimiento similar por el espacio.